# Premijera (album)
Premijera je prvi album hrvatskog pjevača Luke Nižetića. 

## Podaci
Sa skladbom "Ne krivi me" tadašnji 21-godišnji splitski pjevač Luka Nižetić najavio je početak snimanja svog debitantskog albuma pod etiketom diskografske kuće Menart. Uslijedila je suradnja sa sarajevskim autorom Dinom Šaranom (suradnja s Crvenom jabukom, Vannom, Severinom), te producentom Đanijem Pervanom, članom Rundek Cargo orkestra, koji su u konačnici, od ukupno deset pjesama, realizirali šest. Album se stvarao na relaciji Pariz - Zagreb - Sarajevo gotovo punih godinu dana. 
Uz šaroliku listu instrumentalista na albumu su uz producenta/autora Silvija Pasarića gostovali jazz pijanist Matija Dedić, u Lukinoj autorskoj pjesmi "Odsanjaj" i klapa Nostalgija, također u Lukinoj skladbi "Proljeće". Album "Premijera" objavljen je na prvi dan proljeća, 21. ožujka 2005.
Stilski, album se može opisati kao kombinacija rocka, popa i etna. Cover albuma radio je hrvatski slikar, dizajner i scenograf Ivica Propadalo, a potpisnik fotografija koje su se našle na njemu je fotograf Marko Grubišić.
Nakon regularnog izdanja albuma "Premijera" u desetom mjesecu 2005. objavljeno je i posebno izdanje albuma pod imenom "Extra!Premijera" na kojem je dodana nova skladba "Meni trebaš ti", te bonus s multimedijalnim sadržajem.

## Popis pjesama "Extra!Premijera":
- Proljeće feat. klapa Nostalgija
- Ljubav (Potopljeni svijet)
- Više te ne volim
- Bubreg
- Ti si meni sve
- Vrag mi te dao na dar
- Ne krivi me
- Ponekad poželim
- Tebi pjevam
- Odsanjaj feat. Matija Dedić

bonus:
- Meni trebaš ti
- video broj "Proljeće" (redatelj: Darko Drinovac)
- video broj "Poneka poželim" (redatelj: Darko Drinovac)
- dokumentarac by RTL televizija
- intrigantne art fotografije (fotograf: Ivana Runjić)

## Singlovi
- Ne krivi me (2004.)
- Tebi pjevam (2004.)
- Ponekad poželim (Splitski festival 2004.)
- Proljeće (Dora 2005.)
- Meni trebaš ti (2005.)

## Vanjske poveznice
- Službene stranice  Arhivirana inačica izvorne stranice od 5. kolovoza 2006. (Wayback Machine)
- Službene stranice Menart